# Luhyňa
Luhyňa é um município da Eslováquia, situado no distrito de Trebišov, na região de Košice. Tem 6,84 km² de área e sua população em 2018 foi estimada em 293 habitantes.

## Demografia
| Ano:        | 1994 | 2004    | 2014 | 2024   |
| ----------- | ---- | ------- | ---- | ------ |
| Broj ljudi: | 351  | 313     | 313  | 294    |
| Razlika:    |      | -10,82% | +0%  | -6,07% |

| Ano:               | 2023 | 2024   |
| ------------------ | ---- | ------ |
| Número de pessoas: | 301  | 294    |
| Diferença:         |      | -2,32% |